# Flappy Bird
Flappy Bird var ett spel till mobiltelefoner utvecklat av den vietnamesiska spelutvecklaren Dong Nguyen. Spelet släpptes på Google Play och App Store den 24 maj 2013. Flappy Bird har tagits bort från Google Play och App Store.

## Speluppbyggnad
I Flappy Bird styr spelaren en flaxande fågel som ska flyga genom en serie rör. För att få fågeln att flaxa uppåt trycker man på skärmen. Det gäller att ha bra timing för att få fågeln att flaxa vid rätt tillfälle så att den inte flyger in i rören. Trots sitt enkla upplägg är spelet känt för sin väldigt höga svårighetsgrad.

## Bortplockning
Den 10 februari 2014 plockade Nguyen bort spelet från App Store och Google Play då det enligt honom hade förstört hans enkla liv och blivit ett personligt problem. Då spelet var beroendeframkallande för många gav det honom skuldkänslor och därför "klarade han inte av" det längre. 